# Marcha da morte
Uma marcha da morte é uma marcha forçada de prisioneiros de guerra ou outros reféns ou deportados com o propósito de matar, brutalizar, enfraquecer e/ou desmoralizar os prisioneiros ao longo do caminho. Distingue-se desta forma de simples transporte de prisioneiros através de uma marcha a pé. A marcha da morte geralmente consiste de trabalho físico rigoroso e abuso, negligência nos ferimentos e doenças dos prisioneiros, fome e desidratação deliberada, humilhação e tortura, e execução dos que são incapazes de manter o ritmo da marcha. A marcha pode acabar em um campo de prisioneiros de guerra ou campo de concentração, ou pode continuar até que todos os presos são mortos (uma forma de "execução pelo trabalho", como visto no genocídio armênio entre outros exemplos). A assinatura das Convenções de Genebra fez da marcha da morte uma forma de crime de guerra.

## Exemplos de marchas da morte

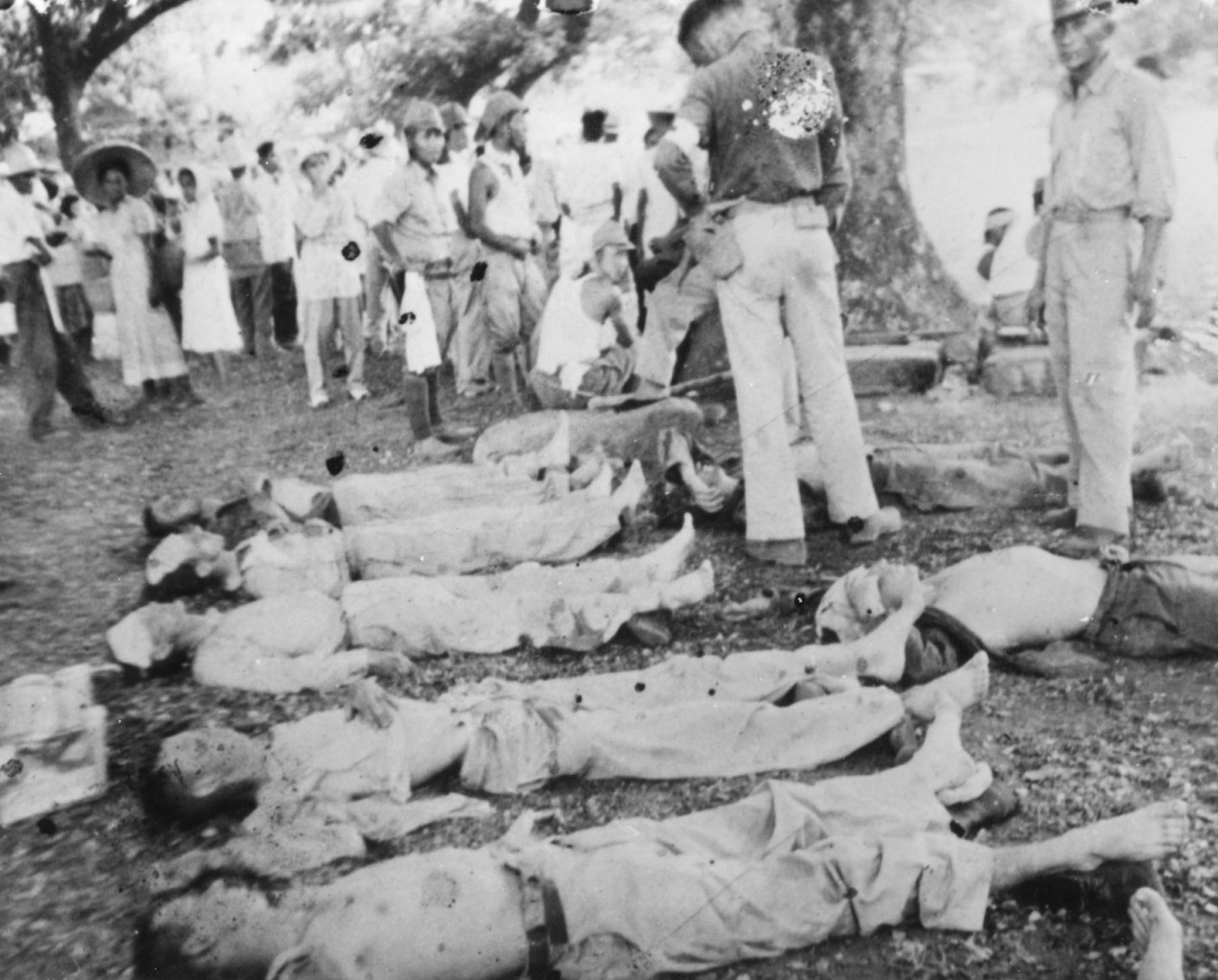
Corpos das vítimas da marcha da morte de Bataan.

- Como parte da remoção indígena dos Estados Unidos, entre 1831 e 1842, os Cherokees, Choctaws, os Muskogees, os Seminoles e os Chickasaws foram deportados de suas terras de origem: 
  - Durante a marcha, os Cherokees perderam até 40% da população[1]; em 1838, foram forçados a marchar até o oeste para Oklahoma. Esta marcha da morte foi chamada de Trilha das Lágrimas, onde cerca de 4.000 homens, mulheres e crianças, morreram durante a realocação.[2]
  - Durante a primeira onda de deportações dos Choctaw em 1831, dos cerca de 6000 índios que deixaram o Mississipi para Oklahoma, apenas cerca de 4000 chegaram em 1832.[3].
  - Em 1836, após a Guerra Creek, cerca de 2500 deles foram deportados do Alabama pelo Exército dos Estados Unidos, acorrentados como prisioneiros de guerra.[4] O resto da tribo, cerca de 12.000 pessoas, seguiram deportados pelo Exército. Uma vez em Oklahoma, cerca de 3.500 morreram de infecção.[5]
  - A resistência Seminole conduziu muitos a Flórida, resultando em uma série de conflitos com o exército estadunidense. Muitos membros da tribo foram deportados como prisioneiros de guerra, e muitos morreram durante a viagem[6].
- Em 1835, Alexander Herzen encontrou jovens cantonistas judeus esquálidos (algumas com apenas oito anos de idade), que haviam sido recrutados pelo Exército Imperial Russo. Herzen estava sendo transferido para o seu exílio em Vyatka, enquanto os cantonistas estavam sendo levados a pé para Kazan, e seu oficial reclamou que um terço deles já tinham morrido devido às condições da marcha.[7]
- Durante os anos 1914-1923, um grande número de gregos otomanos foram submetidos a marchas da morte, em uma série de eventos que ficaram conhecidos como genocídio grego.
- Durante o genocídio armênio de 1915, centenas de milhares de homens, mulheres e crianças foram forçadas a caminhar pelo deserto de Deir ez-Zor para os campos de Deir ez-Zor, onde a maioria deles morreram. Hoje há um memorial em Deir ez-Zor, em memória dos que morreram durante as marchas.
- Durante a Guerra do Pacífico, o Exército Imperial Japonês conduziu marchas da morte, incluindo as infames Marcha da Morte de Bataan em 1942 e a Marcha da Morte de Sandakan em 1944-1945.
- O termo "marcha da morte" tem sido amplamente utilizado no contexto da história das vítimas da Segunda Guerra Mundial e historiadores para se referir à transferência forçada de milhares de prisioneiros da Alemanha nazista, a maioria judeus, nos campos de concentração nazistas perto das linhas de frente, até o interior da Alemanha.
- Também no contexto da Segunda Guerra Mundial, A Marcha, refere-se a uma série de marchas na última fase da Segunda Guerra Mundial na Europa, quando 80.000 prisioneiros de guerra aliados ocidentais foram forçados a marchar através da Polônia, Tchecoslováquia e Alemanha durante o inverno, durante quatro meses, de janeiro a abril de 1945.
- A Marcha da Morte de Brünn, no verão de 1945, os checos expulsaram os alemães dos Sudetos para a Áustria, matando 800 pessoas no processo.
- Durante a guerra árabe-israelense de 1948, cerca de 70 mil árabes palestinos das cidades de Al-Ramla e Lida foram expulsos pelas forças israelenses, e um número estimado de 350 pessoas morreram no que tem sido chamado de Marcha da Morte de Lydda.[8]
- Na Guerra da Coreia, durante o inverno de 1951, 200 mil soldados do Corpo Defesa Nacional da Coreia do Sul foram forçados a marchar por seus comandantes, e 90 mil soldados morreram de fome ou de doenças devido à fraude de seus comandantes .[9] Este incidente é conhecido como o Incidente do Corpo Defesa Nacional.
- Em julho de 1973, o Exército Africano para a Libertação Nacional do Zimbábue (ZANLA) capturou 292 estudantes e funcionários da escola St Albert's Mission, entre Centenary e Darwin Mount na Rodésia (atual Zimbábue) e os forçaram a marchar para Moçambique, onde estavam bases da ZANLA. A marcha foi interceptada pelas forças de segurança rodesianas antes de atravessar a fronteira, mas apenas oito das crianças e funcionários foram resgatados .[10]
- Durante o regime do Khmer Vermelho no Camboja, a evacuação forçada das cidades provocou a morte de milhares de pessoas.